# Eutawville
Eutawville – miasto w Stanach Zjednoczonych, w stanie Karolina Południowa, w hrabstwie Orangeburg.